# Širvintos upė ir jos slėniai
Širvintos upė ir jos slėniai este o arie protejată (sit de importanță comunitară — SCI) din Lituania întinsă pe o suprafață de 1.030 ha, integral pe uscat.

## Localizare
Centrul sitului Širvintos upė ir jos slėniai este situat la coordonatele 55°04′11″N 24°37′04″E / 55.0697°N 24.6178°E.

## Înființare
Situl Širvintos upė ir jos slėniai a fost declarat sit de importanță comunitară în noiembrie 2006 pentru a proteja 4 specii de animale.

## Biodiversitate
Situată în ecoregiunea boreală, aria protejată conține 1 habitat natural: Cursuri de apă de la nivel de câmpie la nivel montan, cu vegetație Ranunculion fluitantis și Callitricho-Batrachion.
La baza desemnării sitului se află mai multe specii protejate de  pești (4): zvârluga (Cobitis taenia), Lampetra fluviatilis, boarță (Rhodeus amarus), dunăriță (Sabanejewia aurata).